# Erythricium aurantiacum
Erythricium aurantiacum (Lasch) D. Hawksw. & A. Henrici – gatunek grzybów z rodziny powłocznikowatych (Corticiaceae).

## Systematyka i nazewnictwo
Pozycja w klasyfikacji według Index Fungorum: Erythricium, Corticiaceae, Corticiales, Incertae sedis, Agaricomycetes, Agaricomycotina, Basidiomycota, Fungi.
Po raz pierwszy opisałó go w 1796 r. Wilhelm Gottlob Lasch, nadając mu nazwę Illosporium aurantiacum. W 2015 r. David Leslie Hawskworth i Arthur Trautwein Henrici przenieśli go do rodzaju Erythricium. Synonimy nazwy naukowej:
- Illosporium aurantiacum Lasch 1859
- Marchandiobasidium aurantiacum Diederich & Schultheis 2003
- Marchandiomyces aurantiacus (Lasch) Diederich & Etayo 1996

## Morfologia
Owocnik
Anamorfa tworzy bulwiaste sklerocja o średnicy 70–100 µm, występujące pojedynczo lub w małych skupiskach, jasnopomarańczowe, bez kory, rozwijające się na powierzchni plechy żywiciela, która wskutek tego ulega znacznej degradacji.
Teleomorfa tworzy jasnopomarańczowy, rozpostarty, cienki bazydiokarp o średnicy do ok. 10 mm, o powierzchni ziarnistej do kłaczkowatej, ściśle przylegający do powierzchni plechy żywiciela, o nieokreślonym brzegu. Hymenium składa się z jednej lub kilku warstw podstawek na pionowo rozgałęzionych, cienkościennych strzępkach. Podstawki 25–40 × 12–15 mm, wyraźnie szersze niż podtrzymujące je strzępki, początkowo wąskocylindryczne, czasami z podstawowym lub bocznym, elipsoidalnym pęcherzem probazydialnym, po osiągnięciu dojrzałości, zwykle stają się maczugowate, czasami z jedną cienką, poprzeczną przegrodą w górnej 1/3. Brak sprzążek bazalnych, przegroda bazalna z doliporem widocznym w mikroskopie świetlnym. Każda podstawka ma 4 sterygmy o długości do 6,5 µm i szerokości 3 µm u podstawy, zakrzywione. Bazydiospory 13–17,5 (–18,5) x 8–11,5(–13,5) µm, gruszkowate lub łezkowate, z jedną stron często spłaszczoną lub lekko wklęsłą, bezbarwne, gładkie, zwykle bez przegród, nieamyloidalne, z widocznym ściętym apiculusem o średnicy 1,5–3 µm, czasami z jedną cienką, poprzeczną przegrodą, ściana wtedy wyraźnie zwężona. Brak hyfid, cystyd i innych sterylnych elementów hymeniium.
Grzyb naporostowy.

## Występowanie i siedlisko
Podano stanowiska w Europie, Ameryce Północnej i Azji. W Europie jest szeroko rozprzestrzeniony. W Polsce po raz pierwszy notowany w 2005 r. Aktualne stanowiska podaje internetowy atlas grzybów. Znajduje się w nim na liście gatunków zagrożonych i wartych objęcia ochroną.